# Samtgemeinde Kirchdorf
La comunità amministrativa di Kirchdorf (Samtgemeinde Kirchdorf) si trova nel circondario di Diepholz nella Bassa Sassonia, in Germania.

## Suddivisione
Comprende 6 comuni:
1. Bahrenborstel
2. Barenburg (comune mercato)
3. Freistatt
4. Kirchdorf
5. Varrel
6. Wehrbleck

Il capoluogo è Kirchdorf.